# Poble Vell de Súria
El Poble Vell de Súria és el nucli històric de la vila de Súria, a la comarca del Bages (Catalunya). Situat en un turó amb vistes al riu Cardener, aquest barri conserva una estructura urbana característica de l'edat mitjana, amb carrers estrets, porxos, i cases de pedra, que el fan un indret d'interès històric, cultural i paisatgístic.

## Història
Els orígens del Poble Vell es remunten al segle X, quan el territori de la Súria actual era un punt estratègic de vigilància sobre tot l’entorn. El nucli va créixer al voltant del Castell de Súria, que inicialment era una simple torre de guaita i es va anar transformant en una fortalesa. La documentació històrica més antiga sobre el Castell data de l'any 992.
Durant els segles XII i XIII, Súria es va consolidar com una vila fortificada, aprofitant la topografia del terreny per a la seva defensa. Al llarg de la història, el Poble Vell ha estat testimoni d’episodis destacats com les guerres carlines del segle XIX, on la seva posició elevada li va atorgar un paper clau en els enfrontaments que es van produir a Súria.
A partir de mitjans del segle XIX, el Poble Vell va anar perdent el seu paper central en la vida social i política de la vila a causa de la progressiva expansió urbanística de Súria a l’entorn del riu Cardener i de la carretera entre Manresa i Cardona. En les darreres dècades del segle XX i les primeres dècades del segle XXI, les institucions han impulsat diferents iniciatives de restauració i dinamització, una de les quals és la Fira Medieval d’Oficis, que es celebra el segon cap de setmana de novembre.

## Arquitectura i Patrimoni
- Castell de Súria: és l'element central del Poble Vell i ha estat convertit en centre d'interpretació sobre la història del Castell i de la vila. Es tracta d'un bé cultural d'interès nacional.[3]
- Església del Roser: situada al costat del castell, té elements romànics i moderns, arran de l’ampliació que s’hi va portar a terme durant el segle XIX. El perfil del campanar és una de les imatges més representatives de Súria. A l’interior del temple hi ha unes interessats restes iberes i una exposició històrica permanent.[3]
- Carrers i cases: els carrers del Poble Vell mostren una fesomia característica de vila antiga, amb porxos i cases de pedra que mantenen una estètica medieval, tot i haver estat reformades en bona part durant el segle XVIII. La plaça Major, el carrer Sant Climent, el carrer Major i el carrer de la Mura són alguns espais característics del nucli antic surienc.[3]
- Portal de Cardona: quan el Poble Vell era un nucli emmurallat, el Portal de Cardona era un dels dos únics accessos d’entrada i sortida. Al Portal començava un recorregut cap al camí ral de Manresa a Cardona, que passava vora el riu Cardener.[3]
- La Bateria: ubicada al final del carrer de la Mura, el seu nom recorda el paper que va tenir com a emplaçament de forces militars durant les guerres carlines del segle XIX. La Bateria és un mirador privilegiat sobre el riu Cardener. En una de les seves placetes hi ha una escultura dedicada al Vot de Poble a Sant Sebastià, obra de l’artista manresà Ramon Oms i Pons.[3]

## Activitats i Visites
El Poble Vell és un lloc adient per a excursions culturals i històriques. L'Oficina de Turisme organitza visites guiades i altres activitats de difusió del patrimoni.
A través de l’Oficina de Turisme es pot accedir a la sala Cal Balaguer del Porxo, seu d’exposicions artístiques i divulgatives, i al centre d’interpretació del Museu de la Mineria de Súria, que ofereix una introducció a aquesta activitat i a la seva història.
Els carrers del Poble Vell acullen esdeveniments destacats al llarg de tot l’any, com la Fira Medieval d’Oficis i les actuacions de les colles participants en les Caramelles de Súria durant la Pasqua Florida.